# مقاطعة دوغلاس (إلينوي)
مقاطعة دوغلاس (بالإنجليزية: Douglas County)‏ هي إحدى المقاطعات في ولاية إلينوي في الولايات المتحدة الأمريكية.